# سفر محمود احمدی‌نژاد به نیویورک (شهریور ۱۳۸۹)
محمود احمدی‌نژاد، رئیس‌جمهور جمهوری اسلامی ایران برای شرکت در شصت و پنجمین اجلاس سالیانه مجمع عمومی سازمان ملل متحد سال ۲۰۱۰ میلادی، از تاریخ ۲۸ شهریور ۱۳۸۹ همراه با هیئت عالی‌رتبه به مدت سه روز عازم نیویورک است. وی پس از بازگشت از نیویورک و در مصاحبهٔ خبری اعلام کرد که اگر آمریکا مدارکی در ارتباط با دخالت تروریست‌ها در حادثه یازده سپتامبر اختیار دارد، می‌بایست در اختیار هیئت حقیقت‌یاب سازمان ملل متحد قرار دهد تا جمیع کشورها در مبارزه با تروریسم شرکت کنند، و نه آنکه آمریکا یک طرفه قضاوت کند و خود به بهانه وجود چند تروریست در عراق و افغانستان به این کشورها حمله نظامی کند.

## مصاحبه با رسانه‌ها
احمدی‌نژاد در سفر خود به نیویورک برنامه‌های متعددی برا مصاحبه با خبرنگاران خارجی داشت. او در مصاحبه‌های خود با رسانه‌های آمریکایی گفت در صورت بروز جنگ بین ایران و آمریکا این جنگ حد و مرزی نخواهد داشت. او در مصاحبه‌ای با شبکه‌ای بی سی آمریکا اعلام کرد سکینه محمدی آشتیانی هرگز به سنگسار محکوم نشده است و رسانه‌های آمریکا تحت تأثیر خبر جعلی و تبلیغات منفی دولتمردان این کشور قرار گرفتند.

## نشست اهداف توسعه هزاره
احمدی‌نژاد در سفر خود با شرکت در نشست اهداف توسه هزاره که اهدافش کاهش فقر، بیماری، گرسنگی و نابرابری و کاهش نرخ مرگ و میر کودکان و بهبود سلامت مادران است اعلام کرد ریشه مشکلات مدیریت غیر دموکراتیک جهان است او همچنین پیشنهاد داد دهه آینده میلادی دهه مدیریت مشترک جهانی نامگذاری گردد. این در حالی بود که برخلاف روسای سایر کشورها او آماری از مبارزه با فقر و بیکاری ارائه نداد.

## همراهان احمدی‌نژاد
منوچهر متکی وزیر امور خارجه، محمد حسینی وزیر فرهنگ و ارشاد اسلامی، محمد عباسی وزیر تعاون، فاطمه بداغی معاون حقوقی رئیس‌جمهور، حمید بقایی معاون رئیس‌جمهور و رئیس سازمان میراث فرهنگی، مجتبی ثمره هاشمی دستیار ارشد رئیس‌جمهور، اسفندیار رحیم‌مشایی مشاور و رئیس دفتر رئیس‌جمهور، علی‌اکبر جوانفکر مشاور مطبوعاتی رئیس‌جمهور و مدیرعامل خبرگزاری جمهوری اسلامی و عزت‌الله ضرغامی رئیس صدا و سیمای جمهوری اسلامی ایران، از جمله اعضای هیئت همراه رئیس‌جمهوری به نیویورک هستند.